# Alva Strömberg
Älva Kind "Alva" Strömberg, född Övden den 10 februari 1920 i Uddevalla, Göteborgs och Bohus län , död 17 juli 1995 i Les Issambres, Roquebrune-sur-Argens, Provence, Frankrike, var en svensk redaktör, översättare och författare.

## Biografi
Alva Strömberg, som i ungdomsåren kallades Älvan, var äldsta dotter till läroverksadjunkt Oscar Övden och Elin "Elma" Swärd, som båda var starkt engagerade i eldbegängelserörelsen. Familjen flyttade under hennes ungdomsår först från Uddevalla till Eskilstuna och därefter till Uppsala innan de slog sig ned i Södertälje. Den fjorton år yngre systern Gunvor var konstnär och illustratör.

### Språkstudier och arbete i USA
Fortfarande under namnet Älvan Övden tog hon studenten i Uppsala, och läste år 1938 engelska vid Stockholms högskola. Hon fick som första svenska kvinna ett stipendium av Sverige-Amerikastiftelsen för att studera i USA, dit hon tog sig med fartyget Wangaratta från Petsamo vid ryska ishavskusten.
Studierna inleddes vid Douglass College, vid Rutgers University–New Brunswick, New Jersey, där hon åren 1940–1941 tog en filosofie kandidat-examen i engelska. Därefter läste hon under 1942 engelsk litteratur vid Wellesley College i Boston, Massachusetts, där hon tog en masterexamen och publicerade en studie av skandinaviskt inflytande på medeltidsengelskan: Scandinavian Elements in Middle English with Special Reference to Sir Gawain and the Green Knight.
Efter examen kunde hon – under brinnande världskrig – inte återvända till Sverige, utan började arbeta vid Svenska legationen i Washington. Därifrån rekryterades hon som Chief Language Analyst (språkanalytiker) till Förenta staternas kontor för krigsinformation i New York, där hon arbetade åren 1943–1945. Under samma tid var hon korrespondent för svenska Aftontidningen. 

### Översättare och redaktör
Åter i Sverige efter kriget fick hon uppdraget att hitta ett tryckeri för den amerikanska arméns propagandatidskrift Victory, och kom då i kontakt med förlaget Nordisk Rotogravyr, där Carl Axel Strömberg var förlagsredaktör – och från 1946 hennes make.
För Nordisk Rotogravyr översatte hon från tyskan den tidigare österrikiske förbundskanslern – och koncentrationslägerfången – Kurt von Schuschniggs memoarbok Natt över Österrike, som gavs ut på svenska 1947. Därefter studerade hon åren 1947–1948 vid Uppsala universitet för en svensk filosofisk ämbetsexamen i engelska.
År 1949 grundade makarna, som nu bosatt sig i Bromma, företaget Strömbergs bokförlag AB, och med dem som redaktörer utgavs åren 1951–1955 en rad handböcker i serien Hur man reser i Europa.

### Stora synonymordboken

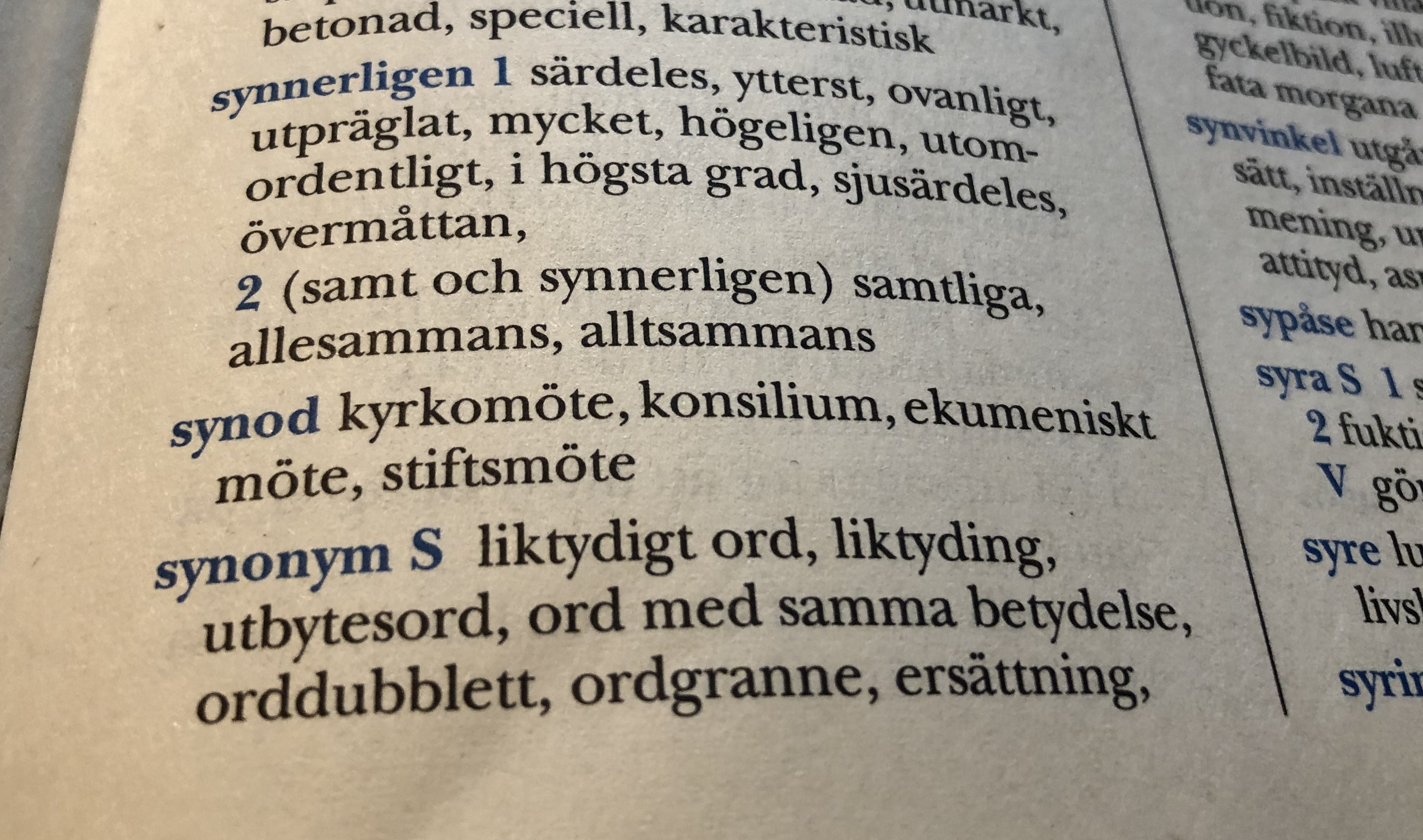
Skärmdump från Synonymordboken.

1953 utgavs – med Alva Strömberg som huvudförfattare och redaktör – den första upplagan av Strömbergs synonymordbok, som sedan dess getts ut i ett tiotal omarbetade upplagor, och vuxit från de ursprungligen 479 sidorna till långt fler än det dubbla i den sista (postuma) utgåvan, som slutredigerades av sonen Robert Strömberg: Nya stora synonymordboken (1998).
Tillsammans med matskribenten Ulrika Lindhagen gav hon också ut ett par receptböcker. Från 1960-talets början publicerade Strömbergs förlag, under ledning av Alva Strömberg, även flera böcker och trycksaker med inriktning på internationell affärskorrespondens, främst på engelska.
Efter en eldsvåda, som 1978 totalförstörde parets hus i Bromma, flyttade Alva och Carl Axel Strömberg till Les Issambres i Provence, Frankrike.

## Publikationer (i urval)
- Strömberg C. A., Strömberg Alva, red (1951). Hur man reser i Europa. [1], Allt Ni behöver veta innan Ni reser och när Ni besöker Belgien, England, Frankrike, Holland, Irland, Italien, Luxemburg, Portugal, Schweiz, Spanien, Tyskland, Österrike : koncentrerad, praktisk handledning med tusentals nödvändiga upplysningar och råd. Stockholm: Strömberg. Libris 2051370
- Strömberg C. A., Strömberg Alva, red (1952). Drömresor: de idealiska resrouterna för den som reser med tåg, buss, bil eller cykel .... Stockholm: Strömberg. Libris 1493553
- Strömberg, Alva (1953). Strömbergs synonymordbok.. Stockholm: Strömberg. Libris 8222309
- Lindhagen, Ulrika; Strömberg Alva (1957). Grytkokboken: festgrytor och vardagsgrytor : 350 recept. Stockholm: Strömberg. Libris 1989083
- Strömberg Alva, red (1960-) (på engelska). Scriba: Strömbergs system för internationell affärskorrespondens : svenska, engelska, tyska. Stockholm: Strömberg. Libris 881435
- Lindhagen Ulrika, Strömberg Alva, red (1965). Använd kryddor: 110 kryddor, 300 recept ([Ny uppl.]). Stockholm: Strömberg. Libris 747570
- Strömbergs fraslexikon för affärsbruk: 4000 meningar för affärsbrev på svenska-engelska-tyska. Stockholm. 1973. Libris 11634230
- Strömberg, Alva (2000). Nya stora synonymordboken ([Ny utg.]2., helt omarb. uppl.). Stockholm: Strömberg. Libris 7610043. ISBN 9171511350

### Översättningar
- Schuschnigg, Kurt von (1947). Natt över Österrike (Originaltitel: Ein Requiem in rot-weiss-rot). Översättning: Älvan Övden. Stockholm: Nordisk Rotogravyr. Libris 914684